# Lowell (Oregon)
Lowell és una població dels Estats Units a l'estat d'Oregon. Segons el cens del 2000 tenia 857 habitants.

## Demografia
Segons el cens del 2000, Lowell tenia 857 habitants, 315 habitatges, i 236 famílies. La densitat de població era de 359,7 habitants per km².
Dels 315 habitatges en un 37,5% hi vivien nens de menys de 18 anys, en un 58,4% hi vivien parelles casades, en un 13% dones solteres, i en un 24,8% no eren unitats familiars. En el 18,7% dels habitatges hi vivien persones soles el 6,7% de les quals corresponia a persones de 65 anys o més que vivien soles. El nombre mitjà de persones vivint en cada habitatge era de 2,72 i el nombre mitjà de persones que vivien en cada família era de 3,1.
Per edats la població es repartia de la següent manera: un 27,9% tenia menys de 18 anys, un 10,5% entre 18 i 24, un 29,6% entre 25 i 44, un 23,8% de 45 a 60 i un 8,2% 65 anys o més.
L'edat mediana era de 34 anys. Per cada 100 dones de 18 o més anys hi havia 98,1 homes.
La renda mediana per habitatge era de 35.536$ i la renda mediana per família de 41.563$. Els homes tenien una renda mediana de 31.484$ mentre que les dones 18.125$. La renda per capita de la població era de 14.078$. Aproximadament el 8,3% de les famílies i l'11,5% de la població estaven per davall del llindar de pobresa.

## Poblacions més properes
El següent diagrama mostra les poblacions més properes.